# Chocksalt

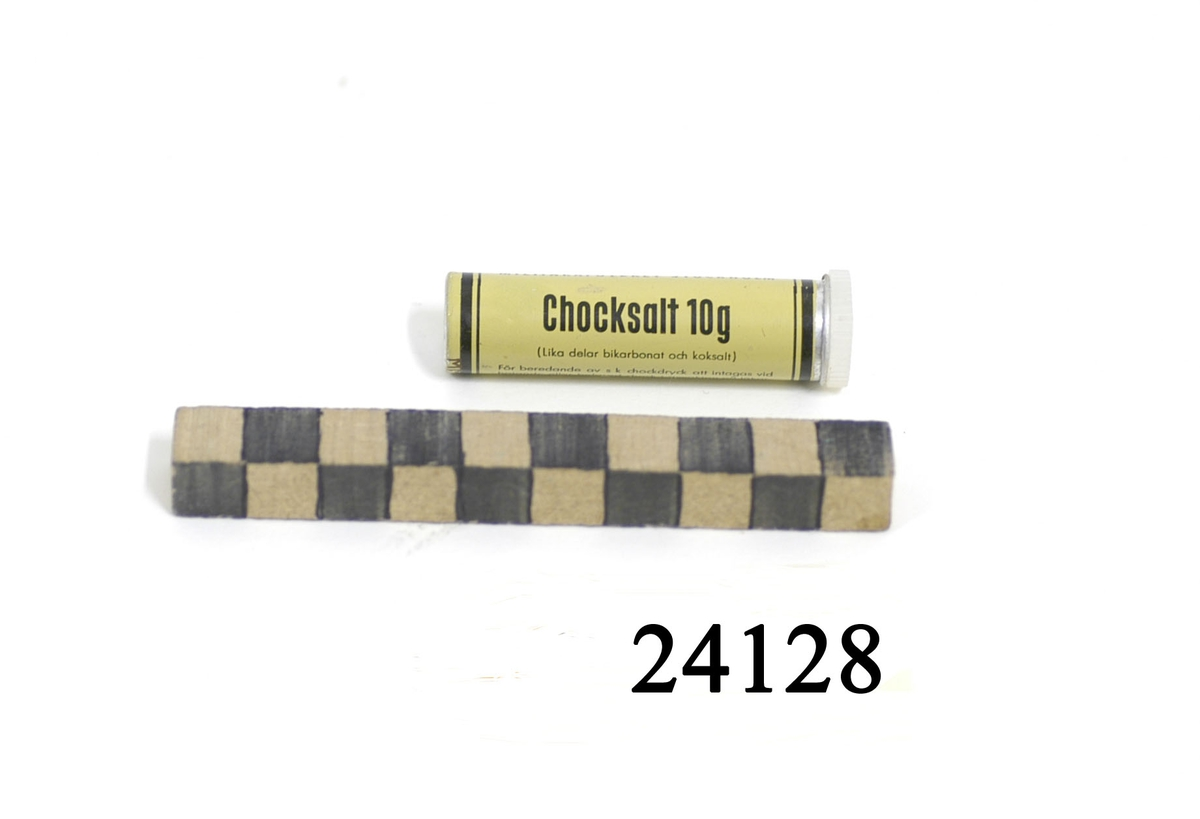
Chocksalt_MM24128

Chocksalt ingick i Militärapotekets sortiment och var avsett att medföras av bland andra sjukvårdssoldater i fält för att kunna beredas till dryck åt skadade för att förhindra eller om möjligt häva chock i väntan på effektivare behandling. Förpackningen var en 15x56 millimeter gulfärgad metalltub med skruvlock av plast och med anvisningar i svart text:
"Chocksalt 10g (Lika delar bikarbonat och koksalt) För beredande av s k chockdryck att intagas vid hotande eller befarad chock i avvaktan på läkarvård och ev infusion av dextranlösning eller annan vätska. Innehållet i röret räcker till 1 liter vatten. Till fylld dricksflaska tages c:a halva mängden salt. Drycken förtäres långsamt i portioner om ett halvt dricksglas vatten med c:a 10 minuters mellanrum. Vid illamående eller kräkning avbrytes behandlingen. Obs: Vid medvetslöshet eller skada i bukhålan skall dryck ej ges. MILITÄRAPOTEKET STOCKHOLM".